# Kavala (departement)
Kavala (Grieks: Καβάλας, Kavalas) was een Grieks departement (nomos) in de bestuurlijke regio Oost-Macedonië en Thracië en de historische regio Macedonië. De hoofdstad is de stad Kavala. Het departement had 145.054 inwoners (2001).

## Geografie
In het zuidwesten ligt de Golf van Strimon en in het zuiden, bij de hoofdstad, ligt de Golf van Kavala. In het zuidoosten ligt het tot het departement behorende eiland Thasos en aan de andere kant van Thasos en in het zuidoosten bij de monding van de rivier de Nestos ligt de Thracische Zee.

## Plaatsen[2]
Door de bestuurlijke herindeling (Programma Kallikrates) werden de departementen afgeschaft vanaf 2011. Het departement “Kavala” werd een regionale eenheid (perifereiaki enotita). Er werden eveneens gemeentelijke herindelingen doorgevoerd, in de tabel hieronder “GEMEENTE” genoemd.
| Plaats         | Hoofdplaats (vroeger) | Postcode    | GEMEENTE | Hoofdplaats van de gemeente |
| -------------- | --------------------- | ----------- | -------- | --------------------------- |
| Chrysoupoli    |                       | 642 00      | Nestos   | Chrysoupoli                 |
| Eleftheres     | Nea Peramos           | 640 07      | Pangaio  | Eleftheroupoli              |
| Eleftheroupoli |                       | 641 00      | Pangaio  | Eleftheroupoli              |
| Filippoi       | Krinides              | 640 03      | Kavala   | Kavala                      |
| Kavala         |                       | 650 t/m 655 | Kavala   | Kavala                      |
| Keramoti       |                       | 640 11      | Nestos   | Chrysoupoli                 |
| Oreino         | Lekani                | 640 09      | Nestos   | Chrysoupoli                 |
| Orfani         | Galipsos              | 640 08      | Pangaio  | Eleftheroupoli              |
| Pangaio        | Nikisiani             | 640 01      | Pangaio  | Eleftheroupoli              |
| Piereis        | Moustheni             | 640 08      | Pangaio  | Eleftheroupoli              |
| Thasos         |                       | 640 04      | Thasos   | Thasos                      |